# Storhaug
Storhaug est un arrondissement de la ville de Stavanger, en Norvège.

## Quartiers

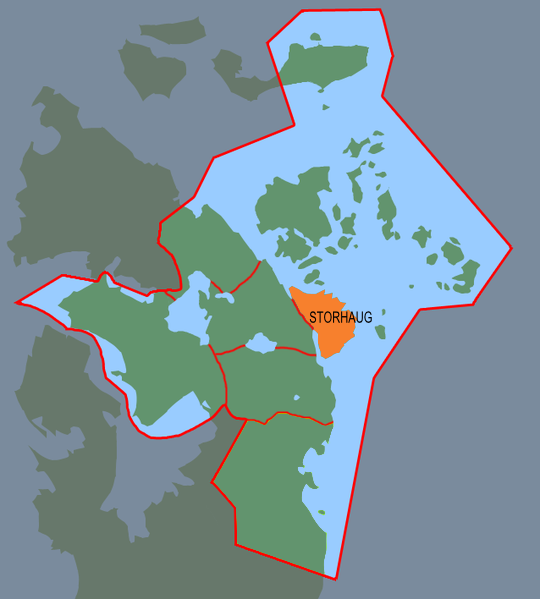
Carte de Stavanger avec l'arrondissement de Storhaug.

Bien que les frontières des quartiers ne correspondent pas exactement aux frontières de l'arrondissement, Storhaug se compose à peu près des quartiers (delområder) suivants : Johannes, Nylund, Varden, Bergjeland et Oyane.

## Politique
Storhaug a un conseil d'arrondissement (bydelsutvalg). Le conseil est composé de 11 membres répartis ainsi [Quand ?] :
- 1 du Parti socialiste de gauche (Sosialistisk Venstreparti)
- 2 du Parti travailliste (Arbeiderpartiet)
- 1 du Parti démocrate-chrétien (Kristelig Folkeparti)
- 2 du Parti libéral (Venstre)
- 4 du Parti conservateur (Høyre)
- 1 du Parti du Progrès (Fremskrittspartiet)